# Боколо Ноче (Пјаченца)
Боколо Ноче је насеље у Италији у округу Пјаченца, региону Емилија-Ромања.
Према процени из 2011. у насељу је живело 16 становника. Насеље се налази на надморској висини од 892 м.